# William P. Young

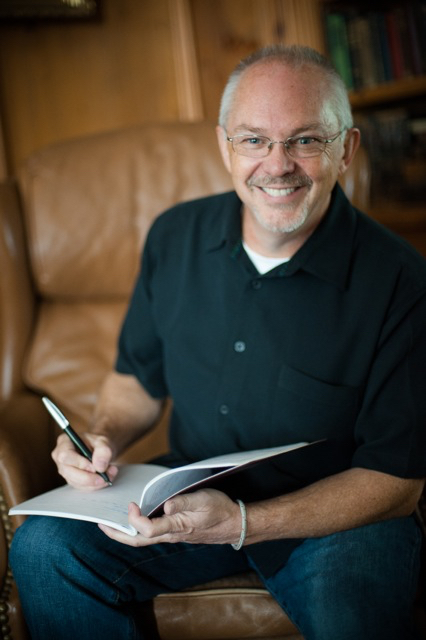
William Paul Young – 2015

William Paul Young (* 11. Mai 1955 in Grande Prairie) ist ein kanadischer Autor, bekannt durch seinen Roman Die Hütte (The Shack), der im Jahr 2008 auf der Belletristik-Bestsellerliste der New York Times und das meistverkaufte Buch im Bereich Belletristik in den USA war.

## Leben
Young wurde als ältestes von vier Kindern in Grande Prairie (Kanada) geboren. Seine ersten Lebensjahre verbrachte er mit seinen Eltern, die evangelikale Missionare waren, in Niederländisch-Neuguinea beim Volk der Dani. Diese wurden für ihn zu einer Art Familie, und er war der erste Weiße, der ihre Sprache sprach. Im Alter von sechs Jahren kam Young auf ein Internat, dort wurde er von älteren Jungen sexuell missbraucht, was ihn entwürdigte, sein Leben überschattete und negativ prägte.
Young schrieb zunächst für seine Kinder und Freunde, denen er ein Geschenk machen wollte. Seine Frau Kim animierte ihn, seine gewonnene Sicht auf Gott und die innere Heilung, die er als Erwachsener erfahren hatte, für seine Kinder niederzuschreiben. Dieses Manuskript, aus dem später sein Buch Die Hütte entstand, war nur für seine Kinder und ein paar gute Freunde gedacht.
Young wohnt mit seiner Frau in Happy Valley (Oregon). Sie haben sechs Kinder.

## Rezeption
Maclean’s, das kanadische Nachrichtenmagazin, beschrieb Young im August 2008 als einen Kanadier, der von seinen Missionarseltern in Niederländisch-Neuguinea von Geburt an großgezogen wurde.  Young ließ sich als Erwachsener durch das Leben treiben, ein wenig Auftrieb gab ihm sein Glaube und eine Menge seine Frau Kim, die seine Geheimnisse bewahrte und seine Hütte baute. „Der Ort, an dem wir all unsern Mist verstecken“, wie er es bezeichnet. Mit 38 Jahren war Young an einem Tiefpunkt angelangt, und er sagte: „Ich hatte eine dreimonatige Affäre mit einer der besten Freundinnen meiner Frau. Das war’s, das hat meine kleine Glaubenswelt auseinander getrieben. Ich musste entweder auf die Knie gehen und mich dem Schmerz und der Wut meiner Frau stellen oder mich umbringen.“

## Werke
- Die Hütte. Ein Wochenende mit Gott, Berlin 2009, Ullstein, ISBN 978-3-7934-2166-5.

Young ließ anfangs 15 Exemplare des Buches drucken für seine sechs Kinder und einige Freunde. Zwei Freunde ermutigten ihn, das Buch zu veröffentlichen und halfen ihm dabei, das Manuskript für die Veröffentlichung zu überarbeiten. Nachdem 26 sowohl christliche als auch säkulare Verlage das Buchmanuskript zur Veröffentlichung abgelehnt hatten, gründeten sie einen eigenen Verlag namens Windblown Media. Sie veröffentlichten das Erstlingswerk, wobei sie nur etwa 300 US-Dollar für Werbung ausgaben. Durch Mundpropaganda erreichte dieses Buch im Juni 2008 Platz 1 der Belletristik-Bestsellerliste der New York Times. The Shack war das meistverkaufte Buch im Bereich Belletristik in den USA zwischen Januar und November 2008. Bis 2018 wurde es in 51 Sprachen übersetzt, und 23 Millionen Exemplare wurden davon verkauft.
- Der Weg. Wenn Gott Dir eine zweite Chance gibt, Berlin 2012, Allegria, ISBN 978-3-7934-2238-9.

In diesem 2012 erschienenen Roman erzählt Young die Geschichte des geldgierigen Multimillionärs Tony Spencer, der – im Koma liegend – irgendwo zwischen Himmel und Erde feststeckt und dabei Jesus, Gottvater, dem Heiligen Geist und sich selbst begegnet. Das ungepflegte Landgut, das er in dieser surrealen Zwischenwelt bewohnt, stellt sein eigenes Leben und seine Seele dar. Hier begegnet er seinem Hochmut, seinem Ego und den von ihm selbst – mangels Vertrauen – errichteten Schutzmauern. Spencer erhält von Gott eine letzte Möglichkeit, das Richtige zu tun. Er darf auf die Erde zurück, allerdings unter der Bedingung, dass er einen Menschen auswählen und diesen heilen muss, um damit die eigenen Vergehen zu sühnen. Die entsprechende Heilkraft ist ihm verliehen. Dabei findet er sich im Kopf eines Down-Syndrom-Jungen wieder, zu dem er auch reden kann. Witzigerweise wechselt Tony, der sogar mit einem Dämon verwechselt wird, bei einem Kuss seinen Kopfwirt. Zunächst wandert er so zur Mutter des Jungen, die in der Kirche dadurch einen "dämonischen Anfall" erleidet und von ihr zu dem von ihr insgeheim verehrten und auch geküssten Kirchenvorsteher. Wenn die Besuchten schlafen, kehrt Tony allerdings zwingend in die Zwischenwelt seiner Seele zurück, wo weitere Erlebnisse und Erkenntnisse auf ihn warten. Tony hat im Kopf der Mutter nur einen Wunsch, nämlich zu seinem im Koma liegenden Körper im Krankenhaus zu gelangen, um diesen zu heilen, weil er als nunmehr Geläuterter mit seinem Reichtum noch so viel Gutes tun könnte. Die Kindesmutter Maggie, die selber Krankenschwester ist, geht mit ihm auf die Intensivstation, auf der sein komatöser Körper liegt. Er entscheidet sich im letzten Moment, ein krebskrankes Kind zu heilen, führt eine gerechte Erbfolge herbei und lässt im Kopf von Maggie seine Patientenverfügung auffinden, so dass er als geänderter Mensch, nach Abbruch der Komabehandlung, sterben kann. Das zuweilen witzig geschriebene, bei den Schilderungen der seelischen Zwischenwelt beeindruckende Buch leidet am voraussehbaren Happy End und erreicht nicht die Qualität der „Hütte“.
- Die Hütte für jeden Tag. 365 Meditationen und Gedanken zur Güte Gottes, Berlin 2012, Allegria, ISBN 978-3-7934-2250-1.

Das Kalendarium zitiert für jeden Tag des Jahres eine Stelle aus der Hütte.
- Eva. Wie alles begann, Berlin 2016, Allegria, ISBN 978-3-7934-2304-1.

- Lügen, die wir uns über Gott erzählen, Berlin 2017, Allegria, ISBN 978-3-7934-2308-9.

## Verfilmungen
- „William Paul Young und ‚Die Hütte‘ (DVD)“ von Susanne Aernecke erzählt, wie das Buch „Die Hütte“ entstanden ist bis zum Aufstieg zum Weltbestseller. Dazu dokumentiert der Film den ersten Besuch von Young in Deutschland, Österreich und der Schweiz und zeigt den Autor in der Diskussion mit seinen deutschen Lesern und Pfarrer Christian Führer
- „Die Hütte – Ein Wochenende mit Gott“ wurde 2016 als Romanverfilmung gedreht. Regisseur: Stuart Hazeldine; Hauptdarsteller: Sam Worthington.